# Georges Pètre
 (juin 2022).
Si vous disposez d'ouvrages ou d'articles de référence ou si vous connaissez des sites web de qualité traitant du thème abordé ici, merci de compléter l'article en donnant les références utiles à sa vérifiabilité et en les liant à la section « Notes et références ».
Georges Augustin François Pètre, né à Saint-Josse-ten-Noode le 29 mai 1874 et y assassiné le 31 décembre 1942, est un avocat et municipaliste libéral belge.

## Biographie
Georges Pètre est élu conseiller communal à Saint-Josse en 1904 et devient échevin de l'Instruction publique en 1913, puis bourgmestre de Saint-Josse-ten-Noode de 1926 à 1942.
Il fut le douzième premier magistrat de la commune.
Il est membre de l’Armée secrète, groupe La Taube. Franc-maçon, Grand Commandeur du Suprême Conseil de Belgique, Georges Pètre est démis de ses fonctions par l'occupant. Il est assassiné à son domicile le 31 décembre 1942 par un escadron de la mort dirigé par Robert Verbelen de l'organisation collaborationniste DeVlag, dont il sera la première victime.

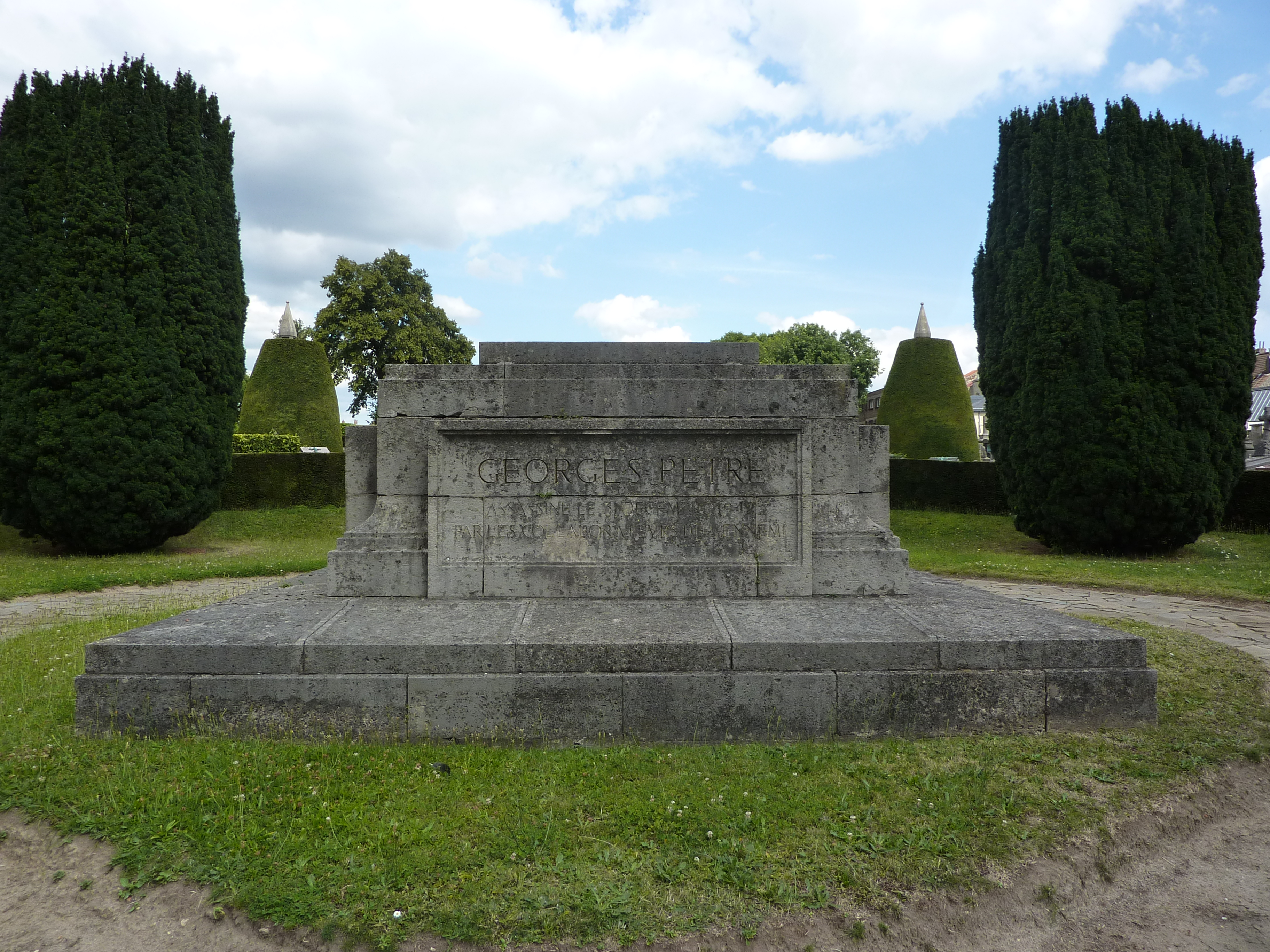
Tombe de Georges Pètre au cimetière de Saint-Josse

Un monument, inauguré en 1946, a été édifié au cimetière de Saint-Josse par souscription publique. Son nom fut donné à l'avenue Georges Pètre. Bien que situé à cheval entre deux autres communes bruxelloises (Evere et Woluwé-Saint-Lambert), le stade communal de Saint-Josse porte le nom de Georges Pètre.